# Privilège du prêteur de deniers
L'Inscription de privilège prêteur de deniers ou IPPD est un type de garantie de prêt immobilier. Le sigle PPD est plus communément utilisé par les praticiens du droit immobilier (notaires et avocats) pour faire référence à ce privilège. Très peu de pays hormis la France connaissent le privilège de prêteur de deniers. Dans le droit local en Alsace et en Moselle, il existe, mais n'est cependant pas très usité, et est souvent remplacé par une inscription hypothécaire.

## Définition
Le privilège de prêteur de deniers n'est pas une hypothèque, mais, comme son nom l'indique, un privilège, c'est-à-dire, selon l'article 2324 du Code civil, un droit que la nature même de la créance donne à un créancier d'être préféré à d'autres créanciers (l'article 2373 du Code civil distingue d'ailleurs trois types de sûretés sur immeuble : les privilèges, l'hypothèque et l'antichrèse). Le privilège de prêteur de deniers est institué par l'article 2374-2° du Code civil, qui nomme, parmi les créanciers privilégiés sur un immeuble, « ceux qui ont fourni les deniers pour l'acquisition d'un immeuble, pourvu qu'il soit authentiquement constaté, par l'acte d'emprunt, que la somme était destinée à cet emploi et, par quittance du vendeur, que ce paiement a été fait des deniers empruntés ». En d'autres termes, l'emprunteur doit expressément promettre, dans l'acte de prêt, d'employer tout ou partie des fonds empruntés au paiement du prix de vente, et le vendeur doit expressément reconnaître, dans l'acte de vente, que tout ou partie du prix de vente a été réglé au moyen des fonds prêtés à l'acquéreur. Le prêteur qui bénéficie d'un PPD est, à cette fin, également partie à l'acte de vente.

## Modalités
Bien que par nature différent de l'hypothèque, le privilège de prêteur de deniers n'en produit pas moins des effets quasiment identiques. Il constitue une garantie pouvant être prise par tout prêteur de fonds (généralement un établissement bancaire) lors du financement d'une acquisition immobilière. Le  privilège de prêteur de deniers, comme l'hypothèque, permet donc au prêteur de se prémunir contre le risque de non remboursement du prêt par l'emprunteur. En effet, si l'emprunteur ne rembourse pas le prêt (ou ne paie pas les intérêts), le créancier peut intenter une procédure de saisie immobilière aboutissant à la mise en vente du bien et le remboursement prioritaire du bénéficiaire du privilège.
Toutefois, contrairement à l'hypothèque, le privilège de prêteur de deniers ne peut porter que sur le bien financé. En outre, il ne peut garantir que le remboursement de fonds directement affectés au paiement du prix de vente d'un bien immobilier. En conséquence, un prêt (ou une fraction de prêt) destiné à financer des travaux ou des frais de notaire ne peut donner lieu à l'inscription d'un privilège de prêteur de deniers. Par exemple, dans l'hypothèse d'un prêt dont le montant est destiné, à concurrence de 80 %, au paiement du prix de vente et, pour le solde, au financement de travaux, un privilège de prêteur de deniers pourra être pris pour garantir 80 % du prêt, tandis que les 20 % restants seront garantis par une inscription hypothécaire.

## Coût
L'inscription d'un privilège de prêteur de deniers est sensiblement moins onéreuse que celle d'une hypothèque, car elle n'est pas assujettie à la taxe de publicité foncière (communément appelée « TPF »). En effet, la TPF, pour une inscription hypothécaire, s'élève (en 2013) à 0,71498 % du montant garanti. Ce dernier est égal à la somme (i) du montant de principal garanti (par exemple, le montant du prêt) et (ii) des « accessoires » (destinés principalement à couvrir les frais de poursuite), que les parties peuvent évaluer librement (cette évaluation peut varier, selon le type d'opération et le pouvoir de négociation du débiteur, de 5 % à 20 % du principal). En revanche, l'inscription d'un privilège de prêteur de deniers comme celle d'une hypothèque requièrent le paiement de la taxe de contribution de sécurité immobilière, qui (en 2013) s'élève à 0,05 % du montant garanti (calculé comme indiqué ci-dessus).

## Inscription
Le privilège de prêteur de deniers doit être constaté par un acte authentique établi par un notaire et inscrit (par le notaire du créancier) au service de publicité foncière et de l'enregistrement dans les deux mois qui suivent la vente. Le privilège de prêteur de deniers se distingue à cet égard de l'hypothèque, en ce que son inscription prend rang à la date de la vente (c'est-à-dire que le créancier qui en bénéficie sera, en cas de vente sur saisie, payé par priorité avant les créanciers ayant pris une hypothèque postérieurement à cette vente), tandis que l'hypothèque ne prend rang qu'à la date de son inscription. Si le privilège n'est pas inscrit dans le délai de deux  mois susmentionnés, il dégénère alors en hypothèque (c'est-à-dire qu'il ne prend plus rang qu'à la date de son inscription). Si le notaire oublie d'inscrire le privilège de prêteur de deniers dans le délai imparti (2 mois suivant la vente du bien) la date d'effet sera la date d'inscription à la Conservation des hypothèques.
En cas de revente du bien immobilier par l'emprunteur avant expiration du prêt, il peut être procédé à la mainlevée de l'inscription de privilège de prêteur de deniers, ce qui entraîne des frais à la charge de l'emprunteur-vendeur à l'occasion de cette revente. Toutefois, si le nouvel acquéreur lui aussi emprunte pour acheter l'immeuble, son prêteur peut se faire subroger dans l'inscription existante de privilège de prêteur de deniers, ce qui est bien moins onéreux que de procéder à la radiation de l'inscription existante puis à l'inscription d'un nouveau privilège.
La radiation de l'IPPD se fait auprès du Conservateur des hypothèques par l'intermédiaire d'un notaire.